# Rimella (Itàlia)
Rimella (italià) o Remmalju (alemany) és un municipi italià a la regió del Piemont. L'any 2007 tenia 134 habitants. És un dels municipis de la minoria walser. Limita amb Bannio Anzino (VB), Calasca-Castiglione (VB), Cravagliana, Fobello i Valstrona (VB). Segons un estudi de Maria Concetta di Paolo, de la Università degli Studi Gabriele D'Annunzio de Pescara el 1999: 
| Any  | Població | Parlants actius | Parlants actius |
| 1974 | 320      | -               | -               |
| 1993 | 152      | 102 (67,1%)     | 34 (22,4%)      |
| 1996 | 159      | 90 (56,6%)      | 33 (20,8%)      |